# Amoureux de Modène

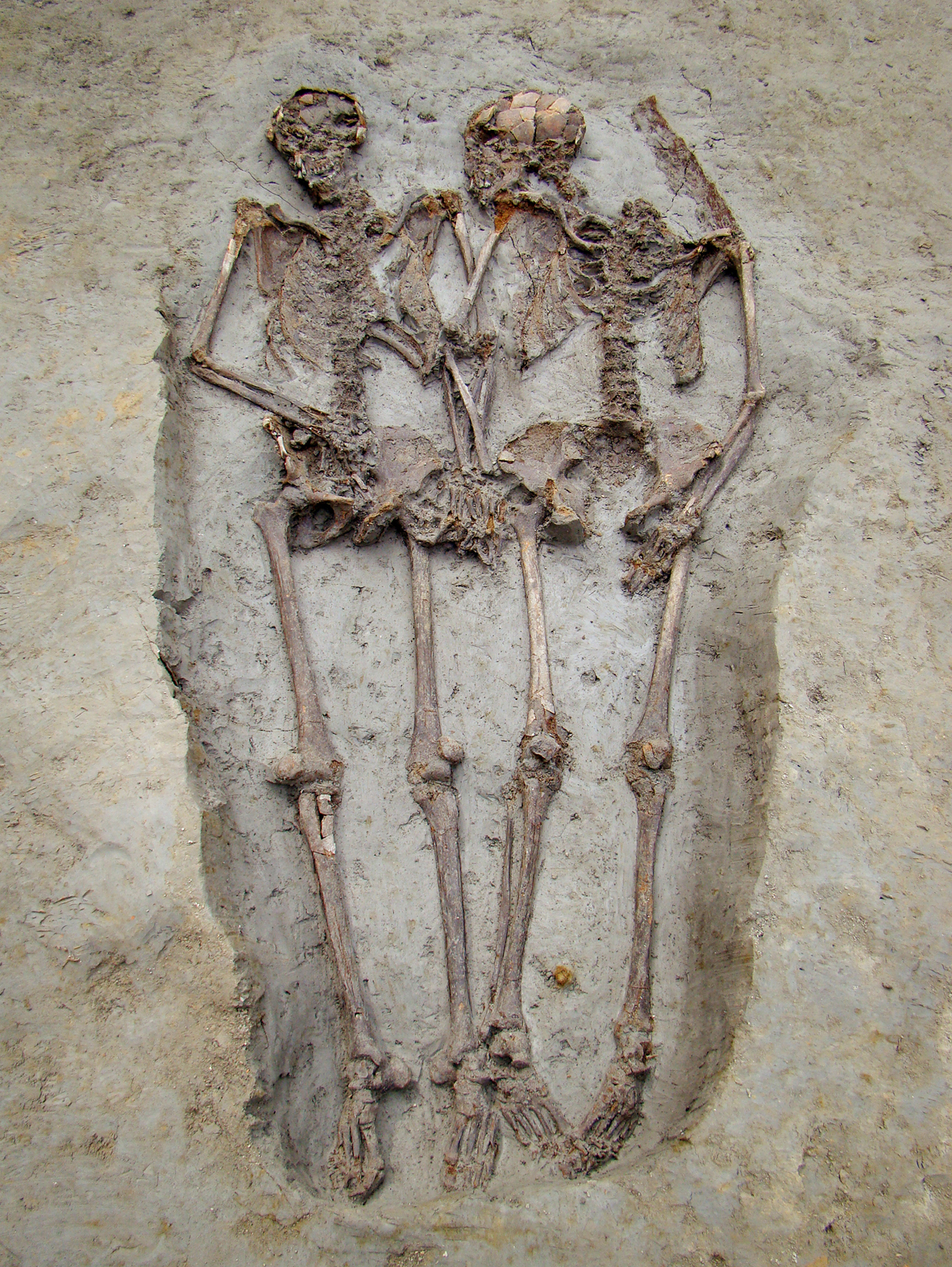
Les Amoureux de Modène

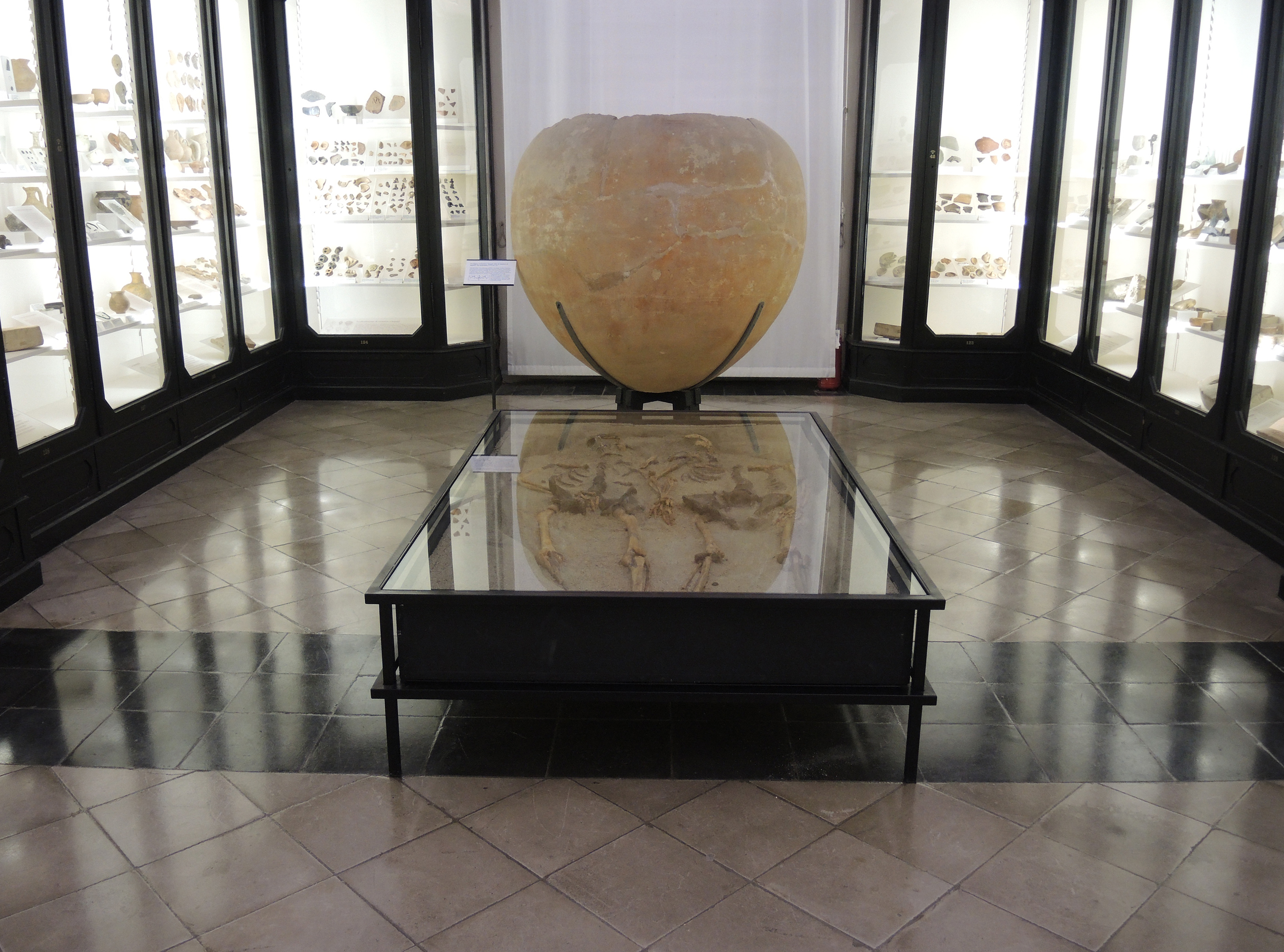
La vitrine des Amoureux de Modène au Musée civique de Modène

Les Amoureux de Modène sont une paire de squelettes humains datant de la fin de l'Antiquité (entre les IVe siècle et VIe siècle). Ils ont été découverts en 2009, lors des fouilles dans une nécropole de Modène. Les deux squelettes qui se tiennent par la main semblent être ceux d'individus inhumés  ou morts ensemble. Ils sont immédiatement devenus les amoureux de Modène.

## Découverte
La découverte a eu lieu en 2009, le long du Viale Ciro Menotti à Modène au cours des travaux de terrassement en vue de la construction d'un bâtiment résidentiel. Des fouilles archéologiques ont été engagées par la Surintendance du patrimoine archéologique de l'Emilie-Romagne. Celles-ci ont permis la découverte d'une nécropole remontant à la fin de l'Antiquité (IVe et VIe siècles) et plus particulièrement la tombe contenant les deux squelettes avec leurs mains entrelacées paume à paume. D'où le nom médiatique « Amoureux de Modène ».

## Identification des sexes
Depuis leur découverte en 2009 et jusqu'à 2019, l'état des squelettes ne permettait pas d'en définir le sexe, mais l'unanimité laissait entendre qu'il s'agissait d'un homme et une femme enterrés, se tenant par la main, dans une attitude amoureuse.
Cependant une nouvelle étude menée par des chercheurs de l'Université de Bologne de l'Université de Modène et de Reggio Emilia en 2019 réfute cette hypothèse. Dans l'analyse, publiée dans Scientific Reports, les scientifiques ont utilisé une technique qui permet de déterminer le sexe d'un individu à partir de protéines particulières présente dans l'émail dentaire. Le résultat fait apparaître que les deux amoureux de Modène présentent la même protéine et sont donc tous les deux bien de sexe masculin. Les squelettes se trouvent depuis 2014 au Musée archéologique municipal de Modène.

## Hypothèses
L'inhumation de deux hommes la main dans la main n'est certainement pas une pratique courante dans l'Antiquité tardive, ce choix symbolise probablement une relation particulière entre les deux individus. Parmi les différentes hypothèses, celle des « amoureux  » semble être la moins probable car dans l'Antiquité tardive, il est peu probable qu'un amour homosexuel puisse être reconnu aussi clairement par les personnes qui ont préparé l'enterrement. Les deux individus étant d'âge similaire, pourraient être des frères ou cousins ou encore des soldats morts ensemble au combat, car la nécropole où ils ont été trouvés pourrait être un « cimetière de guerre ».